# Пим, Фрэнсис
Фрэнсис Лесли Пим, барон Пим (англ. Francis Leslie Pym, Baron Pym; 13 февраля 1922[…], Абергавенни, Монмутшир — 7 марта 2008[…], Сэнди, Восточная Англия) — британский государственный деятель, министр обороны Великобритании (1979—1981) и министр иностранных дел Великобритании (1982—1983).

## Биография
Родился в семье крупного землевладельца, известного деятеля консервативной партии, член парламента. Его дед, преподобный Вальтер Рутвен Пим, был епископом Бомбея.
Учился в Итонском колледже, окончил колледж Магдалины в Кембридже.
В годы Второй мировой войны служил в Северной Африке и Италии в качестве капитана и полкового адъютанта 9-й Её Величества Королевского Уланского полка. Был награждён Военным крестом, закончил службу в звании майора. После демобилизации занимался коммерцией, был управляющим и земельным собственником. 
Начал политическую карьеру качестве члена Совета графства Херефордшир в 1958 году от консервативной партии. В 1961—1987 годах — член Палаты общин британского парламента. В 1964—1970 годах парламентский организатор оппозиции.
- 1970—1973 гг. — координатор голосования фракции парламентского большинства в Палате общин, парламентский секретарь министерства финансов,
- 1973—1974 гг. — государственный министр по делам Северной Ирландии,
- 1975—1978 гг. — министр по делам Северной Ирландии теневого кабинета министров,
- 1978—1979 гг. — министр иностранных дел теневого кабинета министров,
- 1979—1981 гг. — министр обороны Великобритании,
- январь-сентябрь 1981 г. — лидер Палаты общин и генеральный казначей,
- 1981—1982 г. — лорд-председатель Совета,
- 1982—1983 гг. — министр иностранных дел Великобритании.

В 1983 году после второй победы на выборах консерваторов отправлен Маргарет Тэтчер в отставку. Входил в оппозиционную Тэтчер группу консерваторов «Wets», также сформировал группу Conservative Centre Forward. Однако его попытки оппонировать премьер-министру оказались безуспешными. В своей книге «Политика согласия» (1984) оппонировал политике Тэтчер и ее стилю руководства.
В 1987 году завершил свой мандат в Палате общин, став пожизненным пэром.